# نيكولاس كاسترو (لاعب كرة قدم)
نيكولاس كاسترو هو لاعب كرة قدم أرجنتيني في مركز الوسط، ولد في 1 نوفمبر 2000 في مدينة رافاييلا في الأرجنتين. لعب مع نيولز أولد بويز.

## وصلات خارجية
- نيكولاس كاسترو (لاعب كرة قدم) على موقع قاعدة بيانات كرة القدم.إي يو (الإنجليزية)
- نيكولاس كاسترو (لاعب كرة قدم) على موقع Soccerway.com (الإنجليزية)
- نيكولاس كاسترو (لاعب كرة قدم) على موقع عالم كرة القدم.نت (الإنجليزية)